# Ubåtskränkningar i Sverige

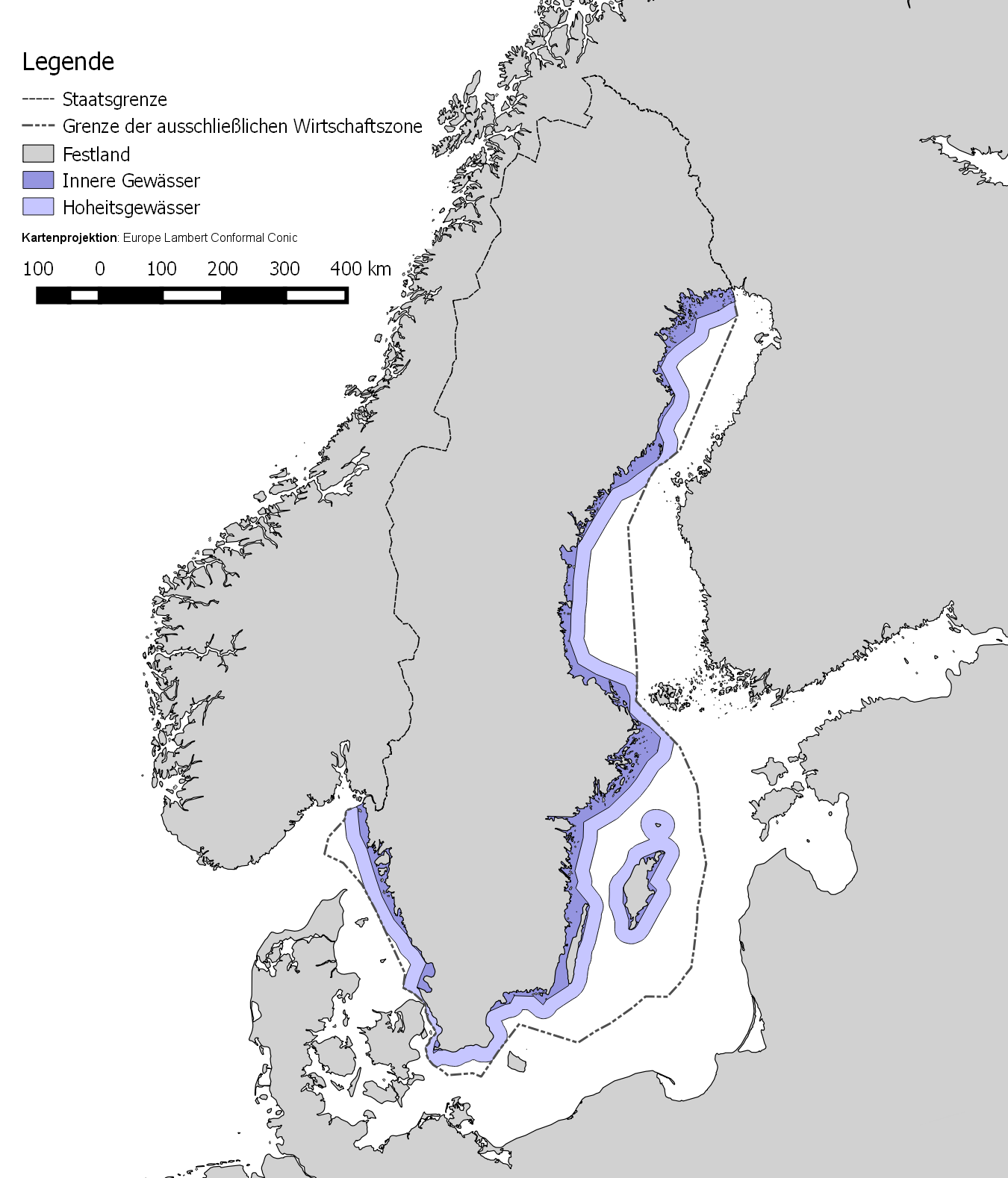
Karta över Sveriges territorialvatten

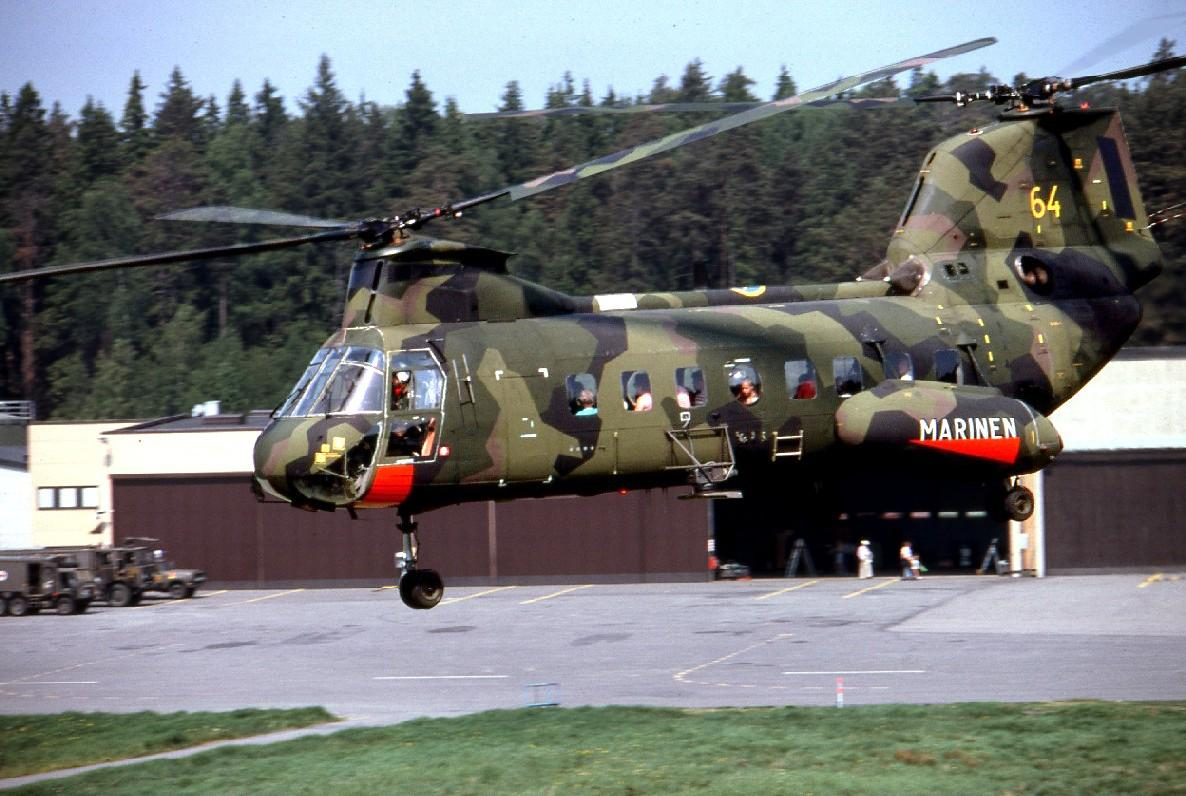
Hkp 4B var en helikoptertyp som användes av marinen för ubåtsjakt under 1980-talet.

Ubåtskränkningar i Sverige avser främst de under kalla kriget, i några fall även efteråt, inträffade incidenter då främmande militära ubåtar påträffats eller misstänkts vistas i Sveriges territorialvatten. Efter omprövningar som har gjorts i offentliga utredningar och av Försvarsmakten sedan 2001 klassificeras majoriteten av de inrapporterade incidenterna som felaktiga observationer eller ej sannolika ubåtskränkningar. Bland de incidenter som har rapporterats sedan 1980-talet som fortfarande klassificeras som sannolika eller konstaterade kränkningar har nationalitet enligt officiella dokument av naturliga skäl inte kunnat identifieras, med undantag för två kränkningar som har bekräftats av ursprungsländerna: U 137 av Sovjetunionen år 1981 och U 13 av Västtyskland år 1990. Vissa menar att ursprunget i övrigt kan ha varit olika Natoländer, en slutsats som dock är omdiskuterad av två huvudorsaker:
1. Det saknas incitament för spioneri mellan mer eller mindre allierade parter.
2. Ända sedan kalla kriget finns starka krafter inom vissa politiska läger bakom en undfallenhet gentemot Sovjetunionen & dagens Ryssland.

## Inledning
Enligt folkrätten har örlogsfartyg rätt att passera genom ett annat lands yttre territorialvatten. För ubåtar gäller detta dock bara i övervattensläge. Om ubåten uppträder inom territorialvattnet i undervattensläge är detta att betrakta som en gränskränkning. För besök inom det inre territorialvattnet krävs alltid tillstånd av den berörda kuststaten.
Ubåtskränkningar av svenskt territorialvatten har inträffat vid upprepade tillfällen under efterkrigstiden. Det var dock först kring 1980 som dessa började tilldra sig massmedialt intresse, i samband med att det tycktes som om ubåtar inte längre gav sig av vid varningar, utan försökte stanna kvar. Detta ledde till skärpta bestämmelser för varningar och vapeninsats.
Under åren mellan 1980 och 1992 kom frågan om kränkningar av Sverige av främmande ubåtar att vara betydelsefull både i sak och i den säkerhets- och inrikespolitiska diskussionen. Frågor om trovärdigheten i den då gällande neutralitetspolitiken, om Sveriges relationer till Sovjetunionen liksom om den sovjetiska maktens karaktär kom alla att spela en stor roll i diskussionerna under dessa år. Ett återkommande så kallat typljud identifierades tidigt som ett möjligt propellerljud från en ubåt, och blir allt vanligare i upptagningar från 1990-talet. Emellertid konstateras kring sekelskiftet att samtliga upptagningar av detta ljud är från sillstim. En omprövning gjordes därför år 2001 av samtliga ubåtsobservationer. Av tusentals rapporterade misstänkta ubåtskränkningar åren 1981 till 2000 anses numera endast fem eller sex vara verifierade eller konstaterade ubåtar, och en som sannolik ubåt.

## Rapporterade och misstänkta incidenter
Mellan 1981 och 1994 registrerades cirka 4 700 enskilda observationer av "bedömt ubåtsrelaterade föremål av olika slag". Sedan mars 1986 klassificeras incidentrapporterna på en sexgradig skala:
1. Konstaterad/säker undervattensverksamhet (I vissa fall bekräftad av ursprungslandet)
2. Sannolik undervattensverksamhet
3. Möjlig undervattensverksamhet
4. Undervattensverksamhet kan ej uteslutas
5. Undervattensverksamhet bedöms ej ha förekommit
6. Underlaget kan ej ligga till grund för bedömning

Nedan följer de mest kända incidenterna. Nivå 3 och 4 redovisas nedan som "ej sannolik kränkning", och nivå 5 som "felaktig observation".

### Under kalla kriget
- Juli 1955 – Ett rörligt kustartilleriförband från KA 3 observerar mitt på dagen ett periskop på väg in mot Fårösund. Stridsladdad ammunition togs fram på order av överste Stig Stade och 13 granater ställdes in som sjunkbomber med zontändrör. Ubåten förefaller ha vänt inne i sundet efter tre skott och varit på väg ut igen. När bara två granater återstod bröt ubåtstornet ytan, en lucka öppnades och en man viftade med vit flagg. Efteråt fortsatte ubåten i ytläge åt nordost och passerade ut från svenskt vatten som då var tre nautiska mil från kusten. Händelsen var länge sekretessbelagd.[8]
- 23 augusti 1962 – Vid övning med jagare upptäcks en ubåt genom radareko och hydrofonkontakt på svenskt vatten norr om Fårö på Gotland. Först efter upprepad vapeninsats med sjunkbomber ger sig ubåten ut mot fritt vatten.[9][10]
- Hösten 1969 – Under marinens krigsförbandsövning vid Norrlandskusten. Ubåten Springaren får kontakt med en främmande ubåt på svenskt vatten utanför Höga kusten. När man övergår till aktiv hydrofonsändning ökar ubåten farten och försvinner.[11]
- 1974 – Ett ubåtsperiskop upptäcks av Kustbevakningen vid Kappelshamns på Gotland. Jagaren Halland sänds till platsen och erhåller kontakt, varvid ubåten lämnar svenskt vatten.[9]
- 3 oktober 1976 – under marinens krigsförbandsövning i Stockholms skärgård avslöjar sig en sovjetisk ubåt av typ Whiskey utanför svenskt territorialvatten genom att sända med radar. Den svenska ubåten Sjöormen kan följa hur denna går in på svenskt vatten i Danziger gatt och spelar in ljud från den. När ubåtsjakthelikopter och jagare tillkallas försvinner ubåten med hög fart ut mot internationellt vatten.[12][13][14]
- 18 september – 6 oktober 1980 (ej sannolik kränkning) – Marinens bogserbåt Ajax upptäcker tornet på en ubåt utanför Utö i Stockholms skärgård. Ubåtsjaktshelikopter sänds till platsen och får hydrofonkontakt samt sätter in knallskott och sjunkbomb för att varna ubåten. Ubåtsjakten kommer att sträcka sig över flera veckor och inkluderar rustning av en malpåseförlagd jagare, Halland. Flera optiska och hydrofonkontakter erhölls. Till skillnad från tidigare lämnar ubåten eller ubåtarna inte området då de blev upptäckta, utan försöker i stället slingra sig undan och avfyrar skenmål.[9][15]
- 27 oktober 1981 (bekräftad sovjetisk kränkning) – U 137, en sovjetisk ubåt av typ Projekt 613 (Whiskey-klass), grundstöter i Gåsefjärden i Blekinges skärgård. Sovjetunionen framför en officiell ursäkt till Sverige den 30 oktober.  Efter omfattande diplomatisk aktivitet, liksom en sovjetisk militär uppladdning i farvattnen utanför Blekinge, beslutar regeringen Fälldin att ubåten och dess besättning eskorteras ut ur Sverige den 6 november. Dessförinnan har ett summariskt förhör hållits med dess befälhavare, och regeringen Fälldin hade meddelat att ubåten sannolikt hade kärnvapen ombord.[16]
- 1–13 oktober 1982 (konstaterade kränkningar[17], senare ifrågasatta) – Den incident som kom att kallas ”ubåtsjakten i Hårsfjärden” föregicks av en rad rapporter om ubåtar i Stockholms skärgård. Sveriges ubåtsjaktförmåga bestod då av patrullbåtar med enkla hydrofoner, samt några få helikoptrar. Dessa kunde också samarbeta och skicka måldata, så att helikoptern angav målläge och patrullbåten fällde sjunkbomber.[18] Under ledning av kommendörkapten Emil Svensson planerades en ubåtsfälla för främmande ubåtar i månadsskiftet september/oktober, operationen kom att kallas "Operation Notvarp". Den 1 oktober gjordes "de första säkra observationerna av ubåt" och detta skedde i Hårsfjärden, pådraget blev stort, svenska marinen hade koncentrerat alla sina resurser till området. Marinen sprängde 44 sjunkbomber och fyra minor. Inledningsvis utgick man från att marinen hade lyckats att "spärra in" en främmande ubåt i Hårsfjärds-området. Det visade sig dock senare att så inte var fallet. Under operationen användes för första gången minor när man ansåg att en främmande ubåt försökte att fly från området. Ubåtsjakten ledde till att den nytillträdda regeringen Palme tillsatte den så kallade Ubåtsskyddskommissionen under ledning av före detta utrikes- och försvarsministern Sven Andersson. I ubåtskommissionens rapport våren 1983 utpekades Sovjetunionen efter ljud- och bottenanalyser, och Carl Bildt gav USA förhandsbesked om denna slutsats.[19] Nationaliteten kunde inte fastslås med säkerhet i ubåtsutredningarna från år 1995 och 2001.[20] År 2008 framlades hypotesen att ljudet forskarna hade spelat in hösten 1982 sannolikt kom från skolfartyget Amalia som hade gått igenom området just vid dessa datum,[21] något som dock har ifrågasatts eftersom svenska ytfartyg inte kan gå med de aktuella varvtalen.[4] Enligt Ola Tunander (2001),[22] Uppdrag Granskning (juni 2008) och Mathias Mossberg (2010) var de ubåtar som svenska försvaret jagade i Hårsfjärden i samtliga kända fall brittisk-amerikanska ubåtar som testade Sveriges beredskapsförmåga,[1][död länk][23] uppgifter som har ifrågasatts av Emil Svensson.[4]
- 4 maj 1983 (ej sannolik kränkning) – Minor sprängs mot en misstänkt ubåt i Törefjärden norr om Luleå.[24]
- Maj 1983 (ej sannolik kränkning) – Ubåtsjakt utanför Sundsvall. Flera observationer gjordes oberoende av varandra. Helikoptrar får kontakt med främmande ubåt, men vapeninsats förhindras av nyfikna journalister inom säkerhetsområdet.[25]
- 1 juli – 4 augusti 1983 (ej sannolik kränkning) – Ubåtsjakt utanför Töre. Törefjärden spärrades med ett timmersläp för att hindra inkräktarens flykt.[26]
- Augusti 1983 (ej sannolik kränkning) – Ubåtsjakt i hamnbassängen i Karlskrona liksom i området omedelbart utanför skärgården. Marinen spränger sjunkbomber inne i Karlskrona hamn.
- 9–29 februari 1984 (ej sannolik kränkning) – Ubåtsjakt i Karlskrona. Marinen spränger 22 sjunkbomber mot en misstänkt ubåt.
- Midsommar 1985 – En ubåt eller miniubåt visar en metallisk del över vattenytan och fotograferades vid Skår i  Gullmarsfjorden på västkusten. Föremålet rörde sig i ostlig riktning med ett par knops fart.[27]
- Juni 1986 (konstaterad kränkning enligt Ubåtskommissionen men inte försvarsmakten 2001[6]) – Ett periskop observeras på ytan för en kort stund i Klintehamnsviken på Gotland. Ubåten dök när djupet var 16 meter. Dykare undersökte botten och fann spår från en hjulgående farkost. Spåret var 1 100 meter långt, och hade "mycket stora likheter med hjulspår från en bil som körts över motsvarande geologiskt underlag på land". Botten bestod till vissa delar av lera som gav tydliga avtryck från hjulen.[28]
- 1 juli 1987 (ej sannolik kränkning) – En ny ubåtsjakt i Törefjärden. Den 1 juli drogs en långdragen ubåtsjakt igång, sedan flera vittnen observerat ubåtsrörelser i området. Militären misstänkte att miniubåtar gömde sig i fjärden i väntan på att docka sig med moderubåt längre ut.[26] En helikopter fäller sjunkbomber och antiubåtsgranater. Den 3 juli läggs ett kilometerlångt ubåtsnät ut i Skagsudden utanför Storöhamn. Den 4 juli detonerar en granat 200 meter från två bröders fiskebåt i Storöhamn. Den 6 juli går en hemligt källa som deltar i spaningen att ubåten finns på bild men enligt försvarsstaben är kvalitén för dålig för att den ska räcka som bevis. Den 9 juli kommer beskedet om att hjälpen från södra Sverige uteblir. Den svenska kustflottans specialutrustade ubåtsjaktsstyrka har tagit semester. Den 4 augusti är jakten över. Den 10 augusti offentliggör militären bilder på vad som sägs är ubåten.[29]
- Sommaren 1987 (konstaterad kränkning) – Vid undersökning av magnetslingesystemet för mineringar i Kappelshamnsviken på Gotland upptäcks "tydliga spår på botten från en bandgående undervattensfarkost". Denna händelse rapporterades ej till regeringen som konstaterad kränkning vid tidpunkten för händelsen, men räknas nu som konstaterad kränkning[6].
- 24 maj – 8 juni 1988 (konstaterad kränkning[6]) – En misstänkt främmande ubåt i Hävringebukten utanför Oxelösund. Incidenten leder till stridsinsats med sjunkbomber. Luftuppkok på ytan och ljud från den förmodade ubåten observeras.[30]
- 1988 (sannolik men ej konstaterad ubåt) – Utöver försvarsmaktens konstaterade kränkningar redovisade Ubåtskommissionen att en främmande undervattensfarkost med stor sannolikhet kränkt svenskt inre vatten på västkusten.[6]
- 21 – 23 augusti 1988 (ej sannolik ubåt[7]) – Efter att marinen fått underrättelseuppgifter om att främmande ubåtar kommer befinna sig vid Brämön strax söder om Sundsvall vid denna tidpunkt, utförs en övning för att locka fram eventuella främmande ubåtar. Ett periskop observeras på ungefär 50 meters avstånd och efter analyser dras slutsatsen att det med stor sannolikhet rör sig om en främmande ubåt. Natten mot den 24 augusti tar HMS Sjöhästen upp jakten på nämnda ubåt med understöd av Kustflottans ubåtsjaktsstyrka samt tolfte helikoptergruppen. Den främmande ubåten avviker söderut i riktning mot Ålandsförträngningen. Observationerna utanför Sundsvall bedöms först till två på en femgradig skala, men efter analyser av ljudupptagningar från ubåtsjakten höjer man bedömningen till grad ett. Den misstänka ubåtskränkningen var fram till oktober 2014 okända tills SVT avslöjat uppgifter om ännu en ubåtsjakt utanför Sundsvall. Enligt SVT är det "troligtvis denna incident som åsyftas när, den av regeringen tillsatta, Ubåtskommissionen skriver om 'främmande undervattensverksamhet [...] på Norrlandskusten under augusti [1988]' i utredning Ubåtsfrågan 1981-1994."[31]

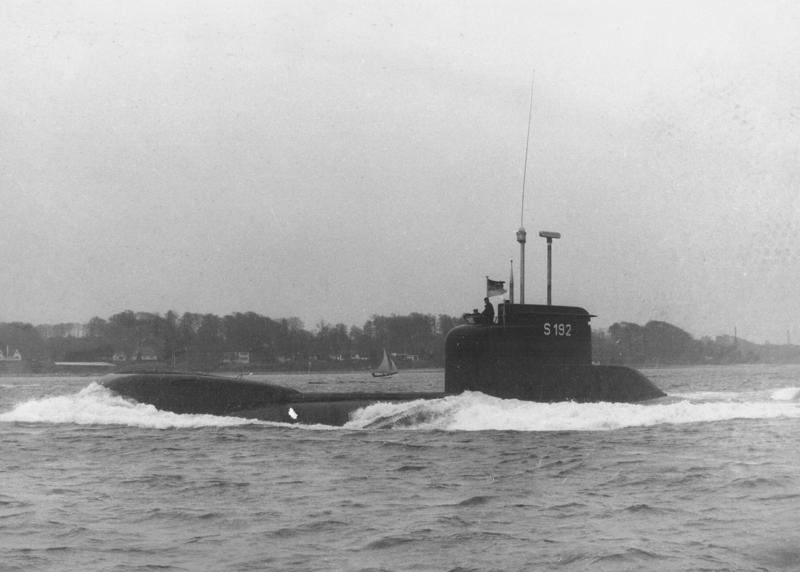
Den västtyska ubåten U13 (S192) kränkte av misstag svenskt territorium 1990.

- 1 februari 1990 (bekräftad västtysk ubåt) – En västtysk ubåt som efter att den konstaterat att den kommit in på svenskt territorium vid Simrishamn, rapporterade felnavigeringen. Västtyskland har på diplomatisk väg beklagat kränkningen.[6][32]

### Efter kalla kriget
- Hösten 1992 (konstaterad ubåt) i Hävringebukten utanför Oxelösund.[6] Sonarobservation leder till torpedinsats av Sveriges nya ubåtsstyrka, som dock riskerade att sänka den egna korvetten.[16]
- 13 april 2011 (felaktig observation) – En privatperson fotograferar ett större föremål flytande i Baggensfjärden i Nacka, som i massmedia rapporteras som en möjlig ubåt. Försvarsmakten fastslår efter en utredning att det inte var en ubåt, utan rörde sig om en flytbrygga som slitit sig vid islossning.[33]
- 15 september 2011 – Främmande undervattensverksamhet misstänktes i Göteborgs skärgård, väster om Göteborgs hamn, innanför Öckerö och Hönö, baserat på en optisk observation av en "trovärdig uppgiftslämnare", men försvaret har inte kommenterat vad observationen bestod i, varken då eller senare. Valar hade konstaterats i området.[34]
- 15 – 24 oktober 2014 - Den 17 oktober inledde Försvarsmakten en underrättelseoperation i Stockholms skärgård efter att man tagit emot trovärdiga iakttagelser om främmande undervattensverksamhet från allmänheten. Enheter från Fjärde sjöstridsflottiljen, Amfibieregementet, Helikopterflottiljen och hemvärnet deltog. Försvarsmakten presenterade en bild på ett okänt föremål, som iakttagits i samband med sökandet.[35] Operationen pågick till och med den 24 oktober. Den 14 november meddelade Försvarsmakten att man bekräftat att en främmande ubåt kränkt svenskt territorium. Bland annat hade en korvett fått kraftig sensorindikation i ett område där man senare hittade färska spår på botten.[36] Söndag 19 oktober fotograferar en civil förbipasserande en misstänkt ubåt omgiven av skum utanför Ornö.[37] När Försvarsmakten senare presenterade slutrapporten för händelsen framgick det att en av indikationerna för ubåtskränkningen varit ett misstag men man hävdade ändå att det var ställt utom allt rimligt tvivel att en kränkning skett.[38] Händelsen bidrog till att statsminister Stefan Löfven inrättade det säkerhetspolitiska rådet.
- 31 oktober 2014 (felaktig observation) - Den pensionerade marinofficeren Sven Olof Kviman fotograferar en misstänkt ubåt långt inne i Stockholms inlopp, i farvattnen mellan Lidingö och Nacka. En liknande observation gjordes samma dag i Kanholmsfjärden nära Stavsnäs. Försvarsmakten satte in HMS Malmö och markpersonal vars spaningar blev resultatlösa, men händelsen klassas som "möjlig ubåt".[39][40] Bilden visade sig senare visa en civil plastbåt.[41]
- 2015 (sannolik men ej konstaterad kränkning) - Ett ubåtsperiskop siktades under en marinövning i Stockholms ytterskärgård. Politiker informerades inte förrän i februari 2016.[42]
- 2018 (sannolik men ej konstaterad kränkning) - Den 28 juni 2018 under ett pågående seglarläger på Askrikefjärden vid Lidingö siktades vad som uppfattades vara en ubåt av flera ögonvittnen som kunde följa ubåtstornet med blotta ögat i cirka 20 minuter när det rörde sig i farleden bort mot Karlsudd. En av dem lyckades även fånga den förmenta ubåten på bild och film när den befann sig omkring 600 meter från land.[43]

## Offentliga utredningar

### ”Att möta ubåtshotet” Ubåtsskyddskommissionen 1983, SOU 1983:13
I april 1983 presenterade Ubåtsskyddskommissionen sin rapport som konstaterar med stöd av bland annat bottenspår att en kränkning verkligen ägt rum och avser att Sovjetunionen i allt väsentligt måste ses som ansvarig för den misstänkta ubåten i Horsfjärden hösten innan. Ubåtsskyddskommissionen beskriver denna som en del en större operation mot Stockholms mellersta och södra skärgård som kan ha omfattat tre mer konventionella ubåtar och tre miniubåtar av ditintills inte känd typ eller sort. Regeringen överlämnar en protestnot till Sovjetunionen.

### ”Ubåtsfrågan 1981–1994” Ubåtsskyddskommissionen 1995, SOU 1995:135
1995 bekräftade en ny oberoende ubåtskommission, tillsatt av den nya regeringen under Ingvar Carlsson, i allt väsentligt bilden av kontinuerliga kränkningar av främmande ubåtar, och anser att detta är helt säkert i minst åtta fall man studerat och mycket sannolikt i ytterligare fall. Kommissionen ansåg också, efter att ha gått igenom allt material, att ubåtskränkningen i Gåsefjärden var avsiktlig, men anser sig inte ha underlag för att göra några uttalanden om varifrån de kränkande ubåtarna kom.
Kommissionen efterlyste en bredare utrikes- och säkerhetspolitisk granskning av nationalitetsfrågan, och en sådan gjordes 1997 inom Utrikesdepartementet, under ledning av ambassadören Lars-Erik Lundin. Den ledde till att det ansågs överväldigande sannolikt att Sovjetunionen hade ansvaret för dessa operationer.
På 1990-talet konstaterade försvaret efter omfattande efteranalys att ett ljud man tidigare benämnt typljud (ett ljud som man vid vissa tillfällen misstänkt varit kopplat till en viss ubåtstyp) även kunde alstras av simmande däggdjur, exempelvis minkar. Dock hade det så kallade typljudet inte använts för att med säkerhet klassificera ubåtskränkning, och klassificeringen av det så kallade typljudet som med största sannolikhet härrörde från simmande mink påverkade därför inte[källa behövs] bedömningen av de olika ubåtskränkningar som såväl försvaret som olika oberoende kommissioner tidigare gjort.

### ”Perspektiv på ubåtsfrågan” SOU 2001:85-6
Utredningen 1995 underkände 1983 års slutsatser om ubåtarnas hemhörighet och ansåg att det inte var möjligt att fastställa nationaliteten. En ny utredning menade att utpekandet av Sovjetunionen 1983  hade betraktats som en politisk nödvändighet oberoende av beslutsunderlaget. Detsamma gällde regeringens beslut att ansluta sig till 1982 års kommissions slutsatser.
Ubåtsutredningen 2001 kom fram till att det förekommit fyra stycken säkra kränkningar mellan 1981 och 1992 och att U137 gick in i Gåsefjärden avsiktligt. En av ledamöterna, professor Anna Christensen, reserverade sig dock mot kommissionens slutsatser. Hon anförde att observationsmaterialet inte håller; den stora mängden observationer av miniubåtar och andra undervattensfarkoster kunde inte läggas till grund för bedömningen att det förekommit främmande undervattensverksamhet. Hon ansåg att sådan verksamhet är ”mycket osannolik och att det finns en annan, troligare förklaring till den stora mängden av observationer, nämligen att de framkallats och påverkats av den både skrämmande och fantasieggande bild som getts av ubåtskränkningarna och som spridits och förstärkts genom massmedia, de dramatiska och uppmärksammade ubåtsskyddsoperationerna, den hemlighetsfulla och fantasieggande karaktären av undervattensfenomenen över huvud samt slutligen svårigheten att på ett riktigt sätt uppfatta de olika fenomen som kan uppträda i skärgården.”

## Kritik av ubåtsutredningarna
Enligt en dokumentär i Uppdrag Granskning i oktober 2007 genomfördes inte en enda av de misstänkta ubåtskränkningarna, förutom grundstötningen av U 137, av Sovjetunionen eller något annat land inom Warszawapakten, det mesta sägs tvärtom tyda på att det var Nato-ubåtar som kränkte svenskt territorium. Enligt en uppföljande dokumentär i Uppdrag Granskning den 11 juni 2008 sägs det numera stå helt klart att de ubåtar som svenska försvaret jagade i Hårsfjärden i samtliga kända fall rörde sig om ubåtar från Nato, till exempel från Västtyskland, USA, och Storbritannien. Programmen har kritiserats av Emil Svensson för att vara vinklade. 
Ambassadör Mattias Mossberg, huvudsekreterare i två ubåtsutredningar, har krävt att all sekretess kring ubåtskränkningarna måste hävas. Han pekar i likhet med uppgifter i SVT Uppdrag granskning på att det finns ”rapporter med tydliga indikationer om nationalitet, som inte pekar österut”. Uppgifter tydliggörs om att det skulle ha handlat om Natoubåtar, men att dessa rapporter inte redovisades. Även professor Ola Tunander anser efter en genomgång av tillgängliga fakta att de ubåtar som observerats kommer från Nato-länder och inte från Sovjetunionen, som Ubåtskommissionen påstått.
En säker ubåtsobservation gjordes då den ryska ubåten U-137, gick på grund i Gåsefjärden utanför Karlskrona. Från och med den tidpunkten skulle Sovjetunionen aldrig kunna förneka att de spionerat i svenska vatten. Ubåten utpekades av media och av regeringen som en spionubåt, som dessutom bekräftade tidigare misstankar om ryska intrång. Svenska folket fick aldrig veta att nyckelpersoner ansåg att besättningens förklaring om felnavigering var rimlig. Kommendör Karl Andersson, den militär som först gick ombord på U-137 och som ägnade flera dagar åt att förhöra besättningen uppger att han tämligen omgående började tvivla på Sveriges officiella version, vilket inte var opportunt i det mediaklimat som gällde. "Jag höll en presskonferens direkt efter upptäckten av U-137 och, hör och häpna, inte en enda av det hundratal journalister som var närvarande frågade mig om det var en avsiktlig inträngning eller om det var ett navigeringsmisstag. Jag var jätteglad för det, för jag slapp vädra mitt tvivel."  När det senare framkom att man hört motorbuller från ubåten stärktes hans tvivel: "Om de kom indundrande i ytläge med dieselmotorer påkopplade då kan det omöjligt ha varit ett avsiktligt inträngande. Då röjer ju ljudet ubåten."
En medlem av Medborgargruppen i ubåtsfrågan, historieprofessorn Klas Åmark, tycker att ansvaret för det som hänt vilar tungt på medierna. ”Medierna har verkligen bidragit till att få folk att tro att det finns ubåtar i den svenska skärgården. Därmed ställer de inte frågor till politikerna, och inget parti har förlorat politiskt i ett val på att de har hävdat att det finns ubåtar.” Klas Åmark menar också att stor medial uppmärksamhet i sig binder händerna på beslutsfattarna. Det blir helt enkelt svårt att backa undan, eller ändra sig, när drevet är igång. Detta gäller naturligtvis politiker och militärer, men också journalisterna själva. Han menar också att hemligstämplarna fyller ett helt annat syfte än militären påstår. ”Jag ser ingen riktig mening med hemligstämplingarna annat än att man vill dölja saker för svenska folket, säger han. Amerikanerna får veta allting ändå, för Sverige samarbetar när det gäller underrättelseverksamhet med Nato. Och ryssarna vet ju vad de verkligen har gjort”.
En förklaring till att en parlamentarisk utredning med tillgång till den främsta militära expertisen kunde göra allvarliga fel i en fråga av största vikt för Sveriges nationella säkerhet skulle kunna vara sammansättningen av kommissionen. Carl Bildt, som redan profilerat sig som en skarp kritiker av regeringens utrikespolitik och som genom sina inlägg i pressen redan tagit ställning i sakfrågan, blev tongivande i utredningen. Han hade goda kontakter med kommissionens sekreterare, Michael Sahlin, och med en av de militära experterna, försvarsstabschefen Bror Stefenson. Stefenson hade under Hårsfjärdenkrisen lovat att förse Bildt och Adelsohn med underlag som skulle kunna användas mot regeringen i utrikesnämnden. Utpekandet sågs som en politisk nödvändighet oberoende av beslutsunderlaget. Detsamma gällde regeringens beslut att ansluta sig till kommissionens slutsatser.